# Gilotyna

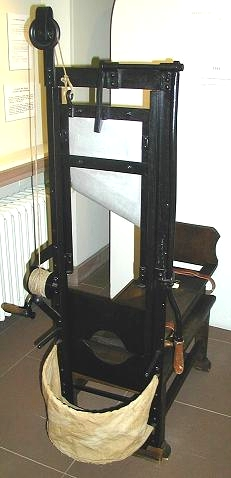
Rekonstrukcja gilotyny z Badenii

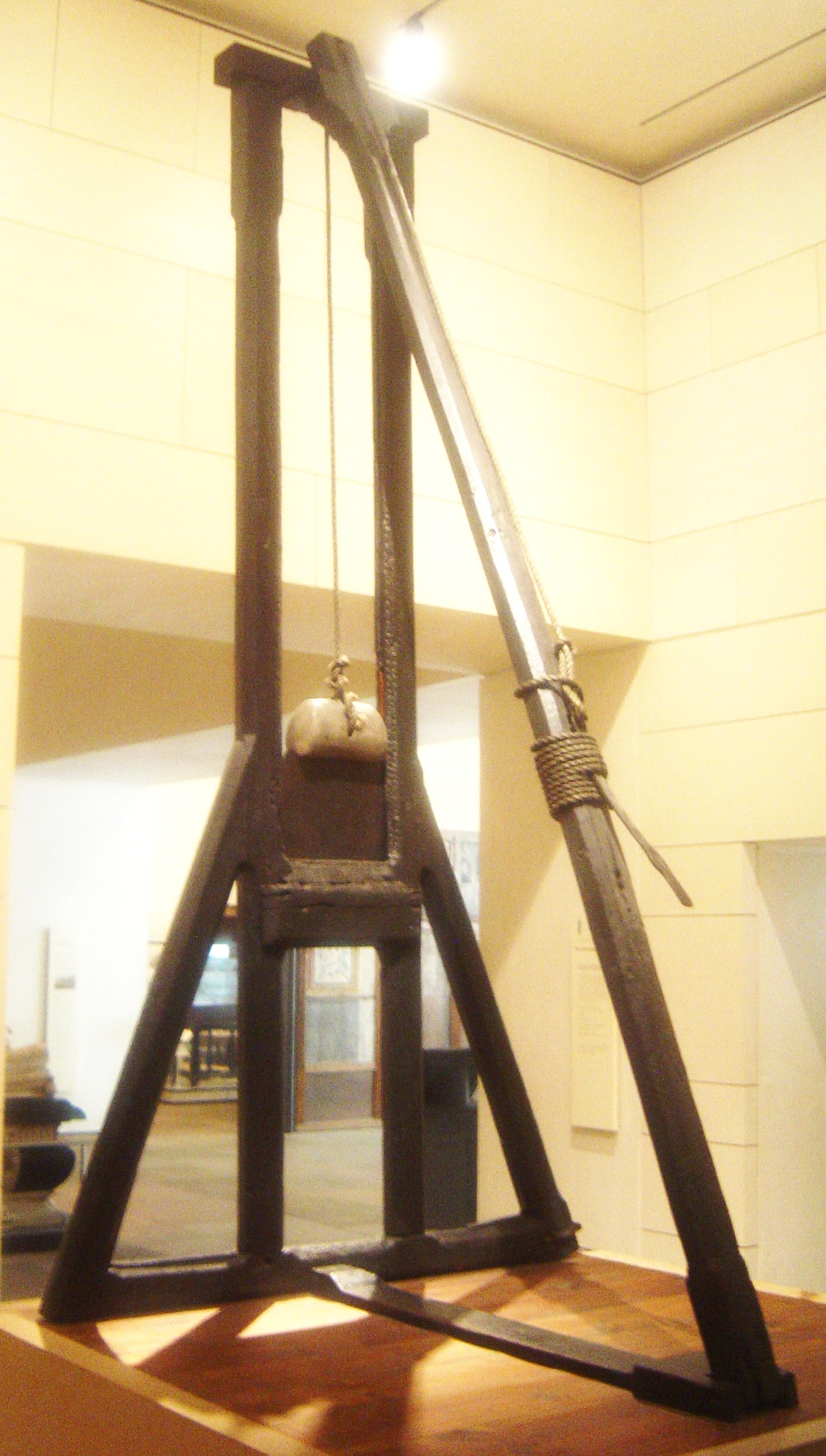
„Szkocka dziewica”, rodzaj pregilotyny w Szkocji

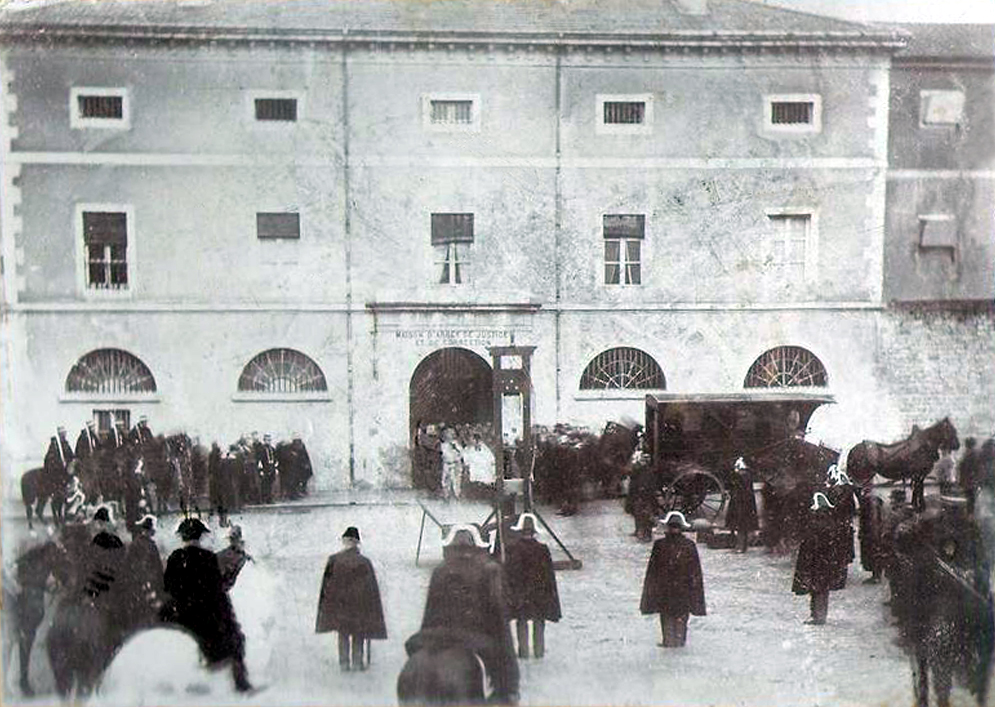
Publiczna egzekucja w Lons-le-Saunier w 1897 r.

Gilotyna – przyrząd służący do wykonywania kary śmierci poprzez ścięcie głowy za pomocą dużego, ciężkiego (ok. 40 kg) noża o skośnym ostrzu, który opada pionowo pod wpływem grawitacji na szyję skazańca, unieruchomionego w ramie gilotyny.

## Historia wynalezienia
Urządzenia podobne do gilotyny były znane już wcześniej w różnych krajach Europy. Już w 1268 r. Konradyn, książę Szwabii, ostatni z rodu Hohenstaufów wraz ze swym przyjacielem Fryderykiem z Badenii zostali publicznie ścięci w Neapolu za pomocą urządzenia ze spadającym nożem. W „Żywotach świętych” wydanych w 1501 r. w Strasburgu znajduje się rycina przedstawiająca egzekucję skazańca za pomocą maszyny, w której ruchomy nóż poruszający się w pionowej ramie uderzany jest młotem przez kata. Z drugiej połowy XVI w. pochodzą ilustracje, ukazujące już maszyny do zadawania śmierci, w których ciężki nóż spadał pod własnym ciężarem, wyzwalany przez pociągnięcie liny.
Podczas rewolucji francuskiej gilotynę udoskonalono i zastosowano na wielką skalę jako standardowe narzędzie wykonywania egzekucji w całej Francji. W ten sposób gilotyna stała się symbolem terroru z czasów rewolucji francuskiej. Nazwa gilotyna pochodzi od nazwiska pomysłodawcy zastosowania tego urządzenia, deputowanego do Zgromadzenia Narodowego z Paryża i chirurga Josepha Ignace Guillotina. Gilotynę stosowaną we Francji opracował inny lekarz, członek Académie Chirurgicale – Antoine Louis, a wykonał – niemiecki producent klawesynów Tobias Schmidt. Jego konstrukcja była 6-krotnie tańsza od wykonanego z dębowego drewna pierwowzoru autorstwa królewskiego cieśli Guidona, który wyceniono na 5600 liwrów. Od nazwiska projektodawcy była początkowo nazywana Louison lub Louisette, a następnie „wdową”. Ostatecznie przyjęła się nadana przez prasę nazwa „gilotyna”, mimo rozpaczliwych protestów Guillotina.
Gilotyna była początkowo pomyślana jako bardziej humanitarna metoda wykonywania kary śmierci. We Francji przedrewolucyjnej w stosunku do ludzi szlachetnie urodzonych stosowano ścięcie toporem lub mieczem, a wobec pospólstwa powieszenie. Zdarzało się, że potrzeba było kilka cięć aby odrąbać głowę, a skazaniec, którego wieszano, konał przez dłuższy czas. Najważniejszą technologiczną innowacją w gilotynie, która różni ją od innych rozwiązań tego rodzaju, jest ukośne ostrze. Konstrukcja taka powoduje, że cięcie jest szybkie i praktycznie stuprocentowo pewne, ponieważ ruch skośnego ostrza względem szyi składa się ze złożenia dwóch składowych: tnącej i miażdżącej.
Pierwszą osobą ściętą na gilotynie 25 kwietnia 1792 był rabuś, który grasował na traktach – Nicolas J. Pelletier. Najsłynniejszymi osobami straconymi na gilotynie byli król Ludwik XVI, królowa Maria Antonina Austriaczka, Georges Danton i ten, który sam był w znacznym stopniu odpowiedzialny za terror rewolucyjny – Maximilien de Robespierre.

## Gilotyna w państwach na świecie

### Francja
Gilotyna używana była przede wszystkim we Francji podczas Wielkiej Rewolucji Francuskiej, w okresie I Republiki, jak i za rządów Napoleona, Restauracji i kolejnych okresów historii tego państwa. Natomiast przestępstwa przeciwko bezpieczeństwu państwa karane były śmiercią przez rozstrzelanie. W czasach istnienia Francji Vichy gilotyną karano też za uczestnictwo w ruchu oporu czy dokonywanie nielegalnych aborcji. Po przywróceniu Republiki narzędzie śmierci funkcjonowało nadal.
Ostatnia publiczna egzekucja we Francji odbyła się 17 czerwca 1939 roku w Wersalu; stracono wówczas Eugène’a Weidmanna. Po tej egzekucji prezydent Albert Lebrun zniósł publiczne wykonywanie kary śmierci.
Również ostatnia w historii egzekucja na gilotynie odbyła się we Francji. 10 września 1977 roku stracono tunezyjskiego emigranta Hamidę Djandoubiego. Prezydent Valéry Giscard d’Estaing nie skorzystał z prawa łaski, podobnie jak w dwóch poprzednich przypadkach.
W roku 1981 ówczesny lewicowy prezydent Francji, François Mitterrand, zwrócił się do parlamentu o zgodę na zniesienie we Francji kary śmierci. Wniosek został przyjęty.

### Polska

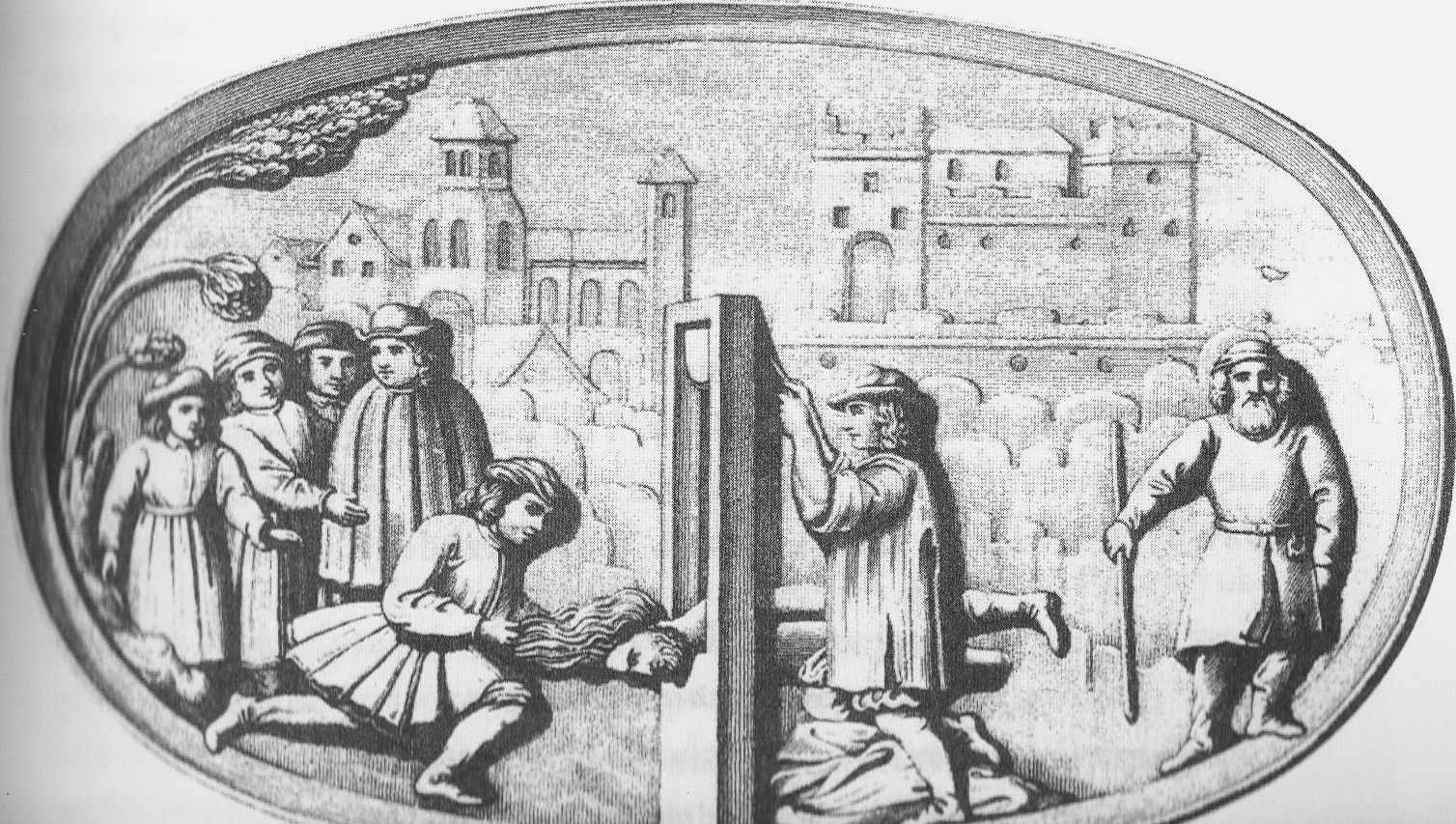
Spadotopor w Kaliszu

W dniu 30 czerwca 1794 roku przy pomocy tego urządzenia ścięto we Francji dwudziestosześcioletnią Polkę – Rozalię z Chodkiewiczów Lubomirską, którą oskarżono o utrzymywanie przyjaznych stosunków z wrogami Rewolucji.
W niepodległej Polsce, między I a II wojną światową, od 1918 do 1938 kara śmierci przez ścięcie nie była stosowana, lecz w czasie II wojny światowej, w czasie okupacji hitlerowskiej, od 1939 do 1945 gilotyna w Polsce była stosowana na ziemiach wcielonych do III Rzeszy (między innymi Kraj Warty). We Wrocławiu ścięto Polaków z kraju Warty.
W Poznaniu gilotyna znajdowała się i była używana do egzekucji w Forcie VII, który był pierwszym na ziemiach polskich okupowanych przez III Rzeszę obozem koncentracyjnym, a potem więzieniem policyjnym gestapo i obozem przejściowym. Gilotyna, zwana „Czerwoną wdową”, znajdowała się również w katowickim więzieniu przy obecnej ul. Mikołowskiej; w latach 1941–1945 na urządzeniu tym uśmiercono co najmniej 552 osoby, a wśród nich błogosławionego ks. Jana Machę.
Według Edwarda Raczyńskiego to właśnie Polska miała być krajem, w którym po raz pierwszy wynaleziono i zastosowano gilotynę. Dowodem na to miała być płaskorzeźba na jednej z ław sanktuarium św. Józefa w Kaliszu, pochodząca z XVI, a być może XV wieku. Przedstawia ona urządzenie nazwane przez Raczyńskiego spadotoporem, łudząco podobne w zastosowaniu i wyglądzie do gilotyny francuskiej, ale znacznie wcześniejsze. Nie ma pewności, czy urządzenie to stosowano w praktyce, czy było jedynie wyrytym w drewnie pomysłem nieznanego mechanika.

### Niemcy
Podczas wojen napoleońskich gilotyna przywędrowała do Niemiec. Wiele krajów, w tym Bawaria (ta wszelako najpóźniej, bo dopiero w latach 50. XIX wieku), Saksonia czy Wirtembergia przyjęły ją – obok ścięcia toporem jako metodę egzekucji na swoim terytorium. W roku 1871 zjednoczone już Cesarstwo Niemieckie przyjęło, że przestępstwa, za które przewidziana jest kara śmierci, będą karane ścięciem na gilotynie lub toporem.
Największe żniwo zebrała gilotyna pod rządami Hitlera. W samych tylko latach 1944–1945, zdekapitowano w ten sposób 10 000 osób.
Po wojnie gilotyna była używana w zachodniej strefie okupacyjnej Niemiec do lipca 1949 roku, kiedy to wprowadzono moratorium (najwyższy wymiar kary zniesiono dwa lata później), a w strefie sowieckiej (potem NRD) do 1968.

### USA
Na terenie Ameryki Północnej stosowano gilotynę w Luizjanie, aż do przejęcia tego terenu przez Amerykanów.
Warto też odnotować fakt, że pod koniec lat 90. XX wieku podczas debaty na temat kary śmierci w amerykańskim stanie Floryda jeden z członków legislatury stanowej zaproponował zmianę sposobu wykonywania wyroków śmierci z praktykowanego wówczas krzesła elektrycznego na ścięcie gilotyną. Projekt został odrzucony.

### Inne kraje
Gilotyna była też używana w Belgii, Persji, Szwecji (ten ostatni kraj już w roku 1794 posiadał własną gilotynę, zaś publiczne zgilotynowanie Alfreda Andera w 1910 roku było ostatnim wykonanym w tym kraju wyrokiem śmierci), Wietnamie i koloniach francuskich.

## Inne znaczenia pojęcia

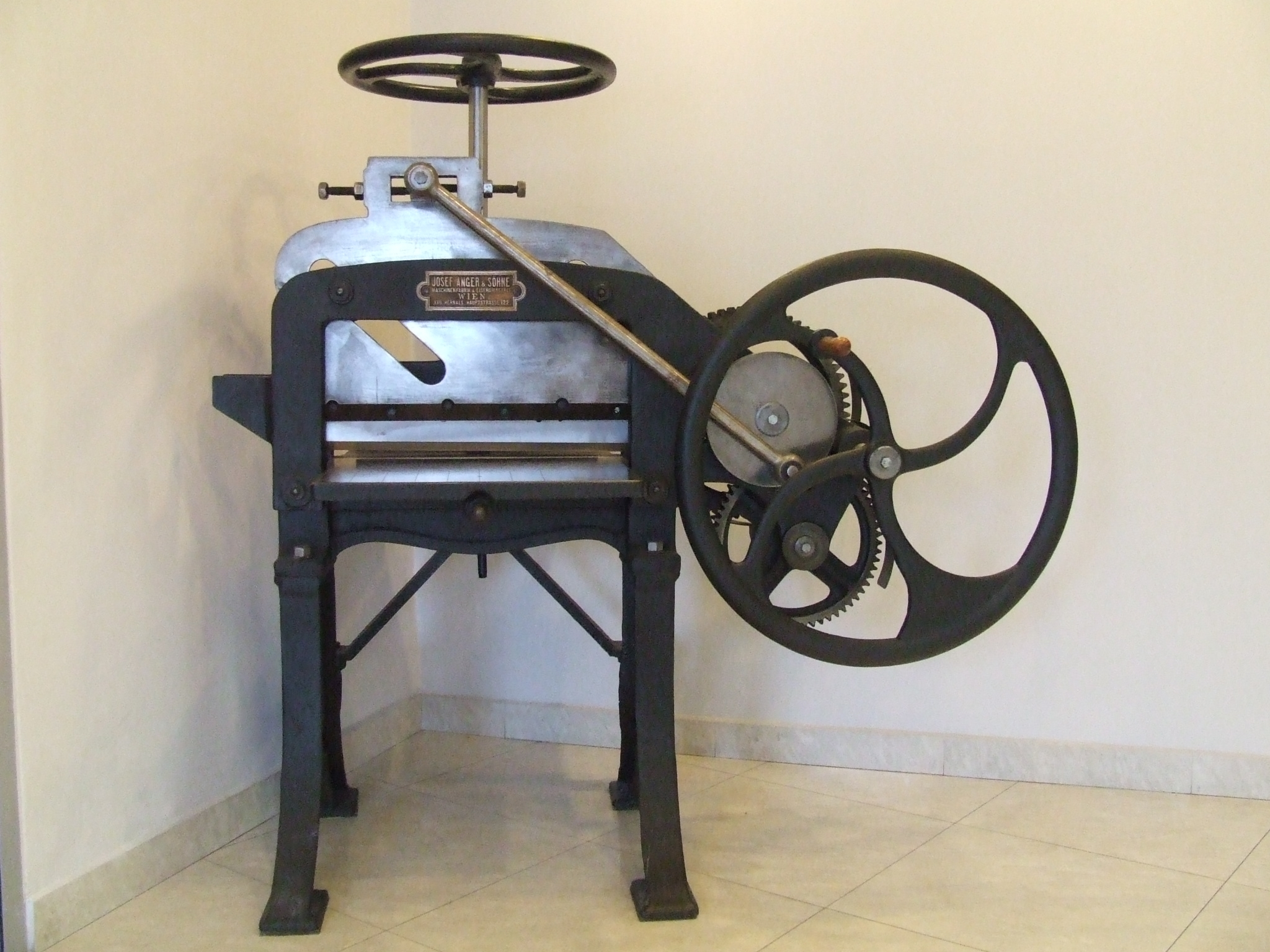
Muzealna gilotyna introligatorska

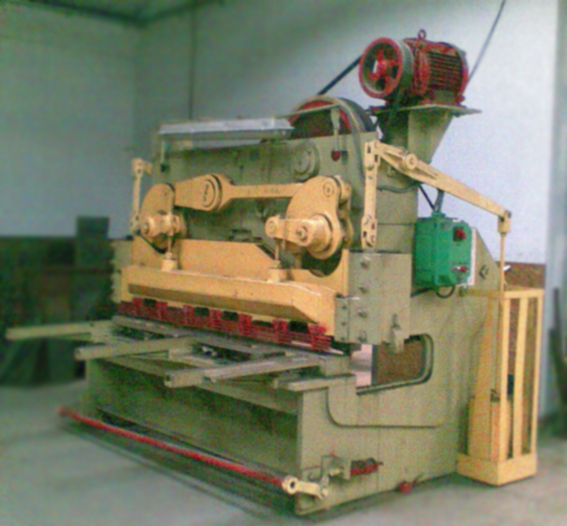
Gilotyna do cięcia blachy

Nazwą „gilotyna” określane są także niektóre inne urządzenia do cięcia, działające na zasadzie noża poruszającego się od góry w ramie lub na zawiasie, przeznaczone do innych celów. Najczęściej używane bywają gilotyny introligatorskie do przycinania pliku arkuszy papieru, a także gilotyny do cięcia metali – szczególnie blach.
„Gilotyna” to również pojęcie z zakresu „chwytanych” (ang. grappling) sztuk/sportów walki (judo, sambo, ju-jitsu, brazylijskie jiu-jitsu, submission fighting). Polega ona na odpowiednim uchwyceniu i rozciąganiu szyi przeciwnika (w wersji na stojąco, złapanego, gdy się pochylił, i patrzącego w dół), tak jakby chciało się urwać mu głowę, najpierw rozrywając kręgi szyjne (czyli działania niszczące występują w takiej kolejności, jak to robi przyrząd gilotyna, stąd nazwa techniki w sporcie), choć ma to być przede wszystkim duszenie (bo uchwyt za szyję powoduje ucisk na obie tętnice przeciwnika).
W polityce, tzw. „gilotyna” to mechanizm skracania debaty w Izbie Gmin używany przez rząd Wielkiej Brytanii, w którym debata nad projektem ustawy ma ściśle określony czas na każde ze stadiów procesu ustawodawczego, tak aby zapewnić jego szybkie przejście do otrzymania królewskiej aprobaty. Taktyka „gilotyny” została wprowadzona w 1880 do przezwyciężenia obstrukcji irlandzkich posłów utrudniających pracę parlamentu.